# 狮子山区
狮子山区是中國安徽省铜陵市下辖的一个区。面积53平方千米，人口 7万。邮政编码244031。
2011年7月15日，该区根据铜陵市区直管社区综合体制改革的要求，将原有社区整合为5个。2011年8月底，全区4个街道办事处全部撤销。这也标志着铜陵市全市所有街道办事处全部撤销。铜陵市成为中华人民共和国区直管社区综合体制改革中第一个撤销全部街道办事处的地级市。2015年10月13日，《国务院关于同意安徽省铜陵市六安市安庆市调整部分行政区划的批复》（国函〔2015〕181号）： 撤销铜陵市官山区、狮子山区，设立铜陵市铜官区。

## 行政区划
2011年8月底街道办事处撤销前，该区下辖4个街道办事处、1个办事处、1个镇：
- 街道：狮子山街道、新庙街道、凤凰山街道、翠湖街道。
- 办事处：东郊办事处。
- 镇：西湖镇。

2011年8月底街道办事处撤销后，该区下辖1个办事处、1个镇：
- 办事处：东郊办事处。
- 镇：西湖镇。

该区还设有安徽省省级开发区狮子山经济开发区。
2011年7月15日，该区成立了5个社区，分别为：狮子山区铜霞社区、狮子山区狮子山社区、狮子山区凤凰山社区、狮子山区立新社区、狮子山区翠湖社区。撤销街道办事处后，由区直管社区。社区依法成立居民委员会，由居民自我管理。
2015年7月还设了，栖凤社区和乌木山社区。